# SS7
Система сигналізації N7, Загальноканальна сигналізація (ЗКС-7,  рос. ОКС-7, англ. Signalling System No. 7 (SS7)) це набір сигнальних телефонних протоколів, використовуваних для роботи більшості телефонних станцій (PSTN і PLMN) по всьому світу.

## Використання ЗКС-7
ЗКС-7 надає універсальну структуру для організації сигналізації, повідомлень, мережевої взаємодії і технічного обслуговування телефонної мережі. Починаючи з установки з'єднання, протокол працює для обміну користувацькою інформацією, маршрутизації дзвінків, взаємодії з білінгом і підтримки інтелектуальних послуг.
У процесі переміщення деяких некритичних функцій за межі основних протоколів сигналізації і для збереження гнучкості ЗКС-7 з'явилася концепція розділених сервісних рівнів, реалізована в інтелектуальних телефонних мережах. Сервіс, що надається інтелектуальними мережами — це перш за все послуга перетворення телефонного номера (наприклад, коли toll free, тобто безкоштовний номер перетворюється на звичайний абонентський номер телефонної мережі загального користування). Інші послуги — це АВН, тобто автоматичне визначення номера абонента, блокування номерів абонентів, автоматична переадресація виклику (дзвінка), утримання виклику (дзвінка), конференція, передплачені дзвінки. Різні постачальники обладнання надають різні сервіси для абонентів.
ЗКС-7 також важливий при стикуванні VoIP-мереж і телефонної мережі загального користування.
Проте відомо про численні уразливості в протоколі, які дозволяють третім сторонам отримувати несанкційований доступ до телефонної мережі та здійснювати різні види атак проти її операторів та користувачів (як то перехоплювати SMS багатофакторної автентифікації, прослуховувати розмови, стежити за споживачами, тощо).

## Фізична реалізація
ЗКС-7 повністю розділяє голосові канали та сигнальні пучки (сигнальні канали або лінксети). Мережа ЗКС-7 складається з декількох типів з'єднання (A, B, C, E і F) і трьох сигнальних вузлів - точок комутації (SSP), точок передачі сигналізації (STP) і точок контролю сигналізації (SCP). Кожен вузол ідентифікується мережею ЗКС-7 за номером, так званим пойнт-кодом. Додаткові сервіси надаються інтерфейсами бази даних на рівні SCP за допомогою X.25.
Пучок сигналізації між вузлами - це повнодуплексний потік даних 56 кбіт/сек або 64 кбіт/сек. В Європі часто використовуються таймслоти TS16 всередині тракту E1. У США сигнальні пучки зазвичай йдуть по мережах, відокремленим від голосових каналів (англ. non-associated signaling). На противагу мереж в США, в Європі транки з сигнальними пучками часто містять і голосові канали ( англ. associated signaling). Змішаний метод схожий на non-associated signaling, але використовує невелике число STP для підтримки пучка сигналізації.

## Підсистеми ЗКС-7
Стек протоколів ЗКС-7 відповідає моделі OSI, але має тільки чотири рівні. Рівні збігаються з рівнями OSI 1 (фізичний), 2 (канальний) і 3 (мережевий). Рівень 4 ОКС-7 відповідає рівню 7 OSI. Рівні називаються MTP (англ. Message Transfer Part) 1, MTP 2 і MTP 3. Рівень 4 ЗКС-7 містить кілька різних користувацьких рівнів, наприклад Telephone User Part (TUP), ISDN User Part (ISUP), Transaction Capabilities Application Part (TCAP) і Signaling Connection and Control Part (SCCP).
MTP описує транспортні протоколи, включаючи мережеві інтерфейси, обмін даними, оброблення повідомлень і маршрутизацію їх на верхній рівень. SCCP — це підрівень з інших протоколів 4 рівня, і разом з MTP 3 може бути названий Network Service Part (NSP). NSP забезпечує адресацію та маршрутизацію повідомлень і сервіс управління для інших частин 4 рівня.
- TUP — це система сигналізації точка-точка для обслуговування викликів.
- ISUP — це ключовий протокол, що надає канально-орієнтований протокол для установки, підключення та завершення з'єднання при дзвінку. Виконує всі функції TUP й безліч додаткових.
- TCAP використовується для створення запитів до бази даних і використовується при розширеній функціональності мережі або як сполучний протокол з інтелектуальними мережами (INAP), мобільними службами (MAP) і т. д.